# Baha'a Abdul-Rahman
Baha'a Abdul-Rahman (en árabe: بهاء عبد الرحمن مصطفى سليمان‎; Amán, Jordania; 5 de enero de 1987) es un futbolista de Jordania que juega en la posición de centrocampista con el Al-Faisaly Amman de la Liga Premier de Jordania.

## Carrera

### Club
| Periodo   | Club                    |
| --------- | ----------------------- |
| 2006–2012 | Al-Faisaly Amman        |
| 2009      | → Al-Ahli FC (cedido)   |
| 2012      | → Al-Taawon FC (cedido) |
| 2013–2014 | That Ras Club           |
| 2014–2019 | Al-Faisaly Amman        |
| 2015      | → Najran SC (cedido)    |
| 2019      | Qatar SC                |
| 2019–2020 | Ohod Club               |
| 2020–2021 | Al-Nasr Kuwait          |
| 2021      | Sahab SC                |
| 2022      | Selangor FA             |
| 2023–     | Al-Faisaly Amman        |

### Selección nacional
Debutó con Jordania en 2007, ha anotado siete goles en 140 partidos, ha participado en dos ediciones del Campeonato de la WAFF y en dos ediciones de la Copa Asiática.

## Logros
- Liga Premier de Jordania (1): 2016-17
- Copa de Jordania (1): 2007-08
- Copa FA Shield de Jordania (1): 2011
- Supercopa de Jordania (2): 2006, 2017
- Copa AFC (1): 2006

## Estadísticas

### Goles con selección nacional
| #  | Fecha      | Sede                                                                 | Rival                  | Marcador | Resultado      | Torneo                                               |
| -- | ---------- | -------------------------------------------------------------------- | ---------------------- | -------- | -------------- | ---------------------------------------------------- |
| 1. | 28-12-2010 | Maktoum bin Rashid Al Maktoum Stadium, Dubái, Emiratos Árabes Unidos | Baréin                 | 1–1      | 1–2            | Amistoso                                             |
| 2. | 13-1-2011  | Ahmed bin Ali Stadium, Al Rayyan, Catar                              | Arabia Saudita         | 1–0      | 1–0            | Copa Asiática 2011                                   |
| 3. | 6-9-2011   | Amman International Stadium, Amán, Jordania                          | China                  | 1–0      | 2–1            | Clasificación para la Copa Mundial de Fútbol de 2014 |
| 4. | 3-6-2016   | Rajamangala Stadium, Bangkok, Tailandia                              | Emiratos Árabes Unidos | 1–0      | 3–1            | Amistoso                                             |
| 5. | 18-8-2016  | Swissporarena, Lucerna, Switzerland                                  | Catar                  | 1–1      | 3–2            | Amistoso                                             |
| 6. | 20-1-2019  | Al Maktoum Stadium, Dubái, United Arab Emirates                      | Vietnam                | 1–0      | 1–1 (2–4 pen.) | Copa Asiática 2019                                   |
| 7. | 7-12-2021  | Estadio 974, Doha, Catar                                             | Palestina              | 1–0      | 5–1            | Copa Árabe de la FIFA 2021                           |